# Giovanni Fabriciaco
Giovanni Fabriciaco (også Fabriciazio eller Fabriaco) (fødsels- og dødsår ukendt) var en venetiansk statsmand og general af byzantinsk oprindelse.  Han var magister militum i Venedig i 742.  Under ham blev konflikten mellem Heraclia og Equilio afgjort.  Posten som doge blev genoprettet efter hans regeringstid da Teodato Ipato, som tidligere havde fungeret som magister militum, blev valgt til posten.